# Локалита Продутива Франчениго (Тревизо)
Локалита Продутива Франчениго је насеље у Италији у округу Тревизо, региону Венето.
Према процени из 2011. у насељу је живело 6 становника. Насеље се налази на надморској висини од 14 м.